# Campeonato Galês de Futebol
Welsh Premier League (em galês: Uwch Gynghrair Cymru; português: Primeira Liga Galesa) é um campeonato nacional de futebol do País de Gales, fundado em 1992 organizado pela Associação de Futebol do País de Gales e UEFA.

## Relação "País de Gales-Inglaterra" no futebol
Palco da final da Champions League em 2017, o País de Gales é um país de aproximadamente três milhões de habitantes e pouco mais de 20 mil quilômetros quadrados. Localizado no Reino Unido, tem dois clubes de futebol importantíssimos e que costumam aparecer na elite do campeonato inglês.
Por motivos geográficos, Cardiff City e Swansea City decidiram migrar seus times para competirem na terra da rainha. O Wrexham – que está na terceira divisão inglesa – foi o primeiro time a pensar na ideia de competir pela Football Association, já que não existia uma liga oficial em seu país e, principalmente, como na Inglaterra o nível era maior, haveria uma disputa maior do que nas suas fronteiras. Caso montassem uma liga na época, teriam dificuldades na logística de seus jogos. As cidades norte-sul teriam mais dificuldades de transitar às outras cidades mais localizadas ao centro-oeste do país, já que os meios de locomoção eram precários.
Diversos outros clubes galeses também já disputaram o sistema de ligas do futebol inglês. Porém com a criação da Premier League do País de Gales em 1992-93 alguns destes times retornaram ao futebol galês. Porém 11 clubes galeses permaneceram no futebol inglês, destes 11, 3 deles (Swansea City, Cardiff City e o Wrexham) faziam parte da English Football League, ou seja disputavam uma das 4 primeiras divisões do futebol inglês e portanto a Associação de Futebol do País de Gales permitiu que estes permanecessem no futebol inglês. Porém 8 clubes (Bangor City, Barry Town, Caernarfon Town, Colwyn Bay, Merthyr Town, Newport County, Newtown e Rhyl) de divisões inferiores inglesas, que estavam na National League System se recusaram a deixar o futebol inglês para disputar o Campeonato Galês, portanto estes clubes ficaram conhecidos como Irate Eight. Após certa relutância o Bangor City, o Newtown e o Rhyl decidiram migrar para o futebol galês, porém o Rhyl decidiu que iria participar em cima da hora, após a tabela já ter sido divulgada e acabou sendo colocado na Cymru Alliance (2ª divisão galesa na época), sagrou-se campeão e ascendeu à 1ª Divisão na temporada 1994–95. Noeste mesmo ano, o Barry Town também decidiu migrar para o futebol galês. Na temporada 1995–1996, o Caernarfon Town também migrou para o futebol galês. O Colwyn Bay foi o último a retornar, fazendo isso para a temporada 2019-20. O clube foi colocado na Divisão Norte da 2ª Divisão do futebol galês. Dos clubes conhecidos como o Irate Eight, apenas o Newport County e o Merthyr Town, além do Swansea City, Cardiff City e o Wrexham permanecem no futebol inglês.
Atualmente, o País de Gales tem sua própria liga, porém não é de tanta importância quanto às divisões inglesas, onde atuam Swansea e Cardiff. A maior aparição internacional de um clube da liga nacional foi a do The New Saints na temporada de 2005/06, quando o clube enfrentou um time do país vizinho pela Liga dos Campeões – o Liverpool, que havia acabado de ser o campeão da competição.

## Campeões
| Ano                                                                                      | Campeão                                                                                  |
| Welsh Football League Division One (Liga de Futebol do País de Gales - Primeira Divisão) | Welsh Football League Division One (Liga de Futebol do País de Gales - Primeira Divisão) |
| ---------------------------------------------------------------------------------------- | ---------------------------------------------------------------------------------------- |
| 1904-1905                                                                                | Aberdare Athletic                                                                        |
| 1905-1906                                                                                | Rogerstone                                                                               |
| 1906-1907                                                                                | Cwmaman                                                                                  |
| 1907-1908                                                                                | Ton Pentre                                                                               |
| 1908-1909                                                                                | Aberdare Athletic                                                                        |
| 1909-1910                                                                                | Treharris                                                                                |
| 1910-1911                                                                                | Merthyr Town                                                                             |
| 1911-1912                                                                                | Aberdare Athletic                                                                        |
| 1912-1913                                                                                | Swansea                                                                                  |
| 1913-1914                                                                                | Llanelli                                                                                 |
| 1914-1915                                                                                | Ton Pentre                                                                               |
| 1915-1916                                                                                | The New Saints                                                                           |
| 1916-1917                                                                                | The New Saints                                                                           |
| 1917-1918                                                                                | The New Saints                                                                           |
| 1918-1919                                                                                | The New Saints                                                                           |
| 1919-1920                                                                                | Mid Rhondda                                                                              |
| 1920-1921                                                                                | Aberdare Athletic                                                                        |
| 1921-1922                                                                                | Porth                                                                                    |
| 1922-1923                                                                                | Cardiff                                                                                  |
| 1923-1924                                                                                | Pontypridd                                                                               |
| 1924-1925                                                                                | Swansea                                                                                  |
| 1925-1926                                                                                | Swansea                                                                                  |
| 1926-1927                                                                                | Barry Town                                                                               |
| 1927-1928                                                                                | Newport County                                                                           |
| 1928-1929                                                                                | Cardiff                                                                                  |
| 1929-1930                                                                                | Llanelli                                                                                 |
| 1930-1931                                                                                | Merthyr Town                                                                             |
| 1931-1932                                                                                | Lovell's Athletic                                                                        |
| 1932-1933                                                                                | Llanelli                                                                                 |
| 1933-1934                                                                                | Swansea                                                                                  |
| 1934-1935                                                                                | Swansea                                                                                  |
| 1935-1936                                                                                | Swansea                                                                                  |
| 1936-1937                                                                                | Newport County                                                                           |
| 1937-1938                                                                                | Lovell's Athletic                                                                        |
| 1938-1939                                                                                | Lovell's Athletic                                                                        |
| 1939-1940                                                                                | The New Saints                                                                           |
| 1940-1941                                                                                | The New Saints                                                                           |
| 1941-1942                                                                                | The New Saints                                                                           |
| 1942-1943                                                                                | The New Saints                                                                           |
| 1943-1944                                                                                | The New Saints                                                                           |
| 1944-1945                                                                                | The New Saints                                                                           |
| 1945-1946                                                                                | Lovell's Athletic                                                                        |
| 1946-1947                                                                                | Lovell's Athletic                                                                        |
| 1947-1948                                                                                | Lovell's Athletic                                                                        |
| 1948-1949                                                                                | Merthyr Tydfil                                                                           |
| 1949-1950                                                                                | Merthyr Tydfil                                                                           |
| 1950-1951                                                                                | Swansea                                                                                  |
| 1951-1952                                                                                | Merthyr Tydfil                                                                           |
| 1952-1953                                                                                | Ebbw Vale                                                                                |
| 1953-1954                                                                                | Newport County                                                                           |
| 1955-1956                                                                                | Pembroke Borough                                                                         |
| 1956-1957                                                                                | Haverfordwest                                                                            |
| 1957-1958                                                                                | Ton Pentre                                                                               |
| 1958-1959                                                                                | Abergavenny                                                                              |
| 1959-1960                                                                                | Abergavenny                                                                              |
| 1960-1961                                                                                | Ton Pentre                                                                               |
| 1961-1962                                                                                | Swansea                                                                                  |
| 1962-1963                                                                                | Swansea                                                                                  |
| 1963-1964                                                                                | Swansea                                                                                  |
| 1964-1965                                                                                | Swansea                                                                                  |
| 1965-1966                                                                                | Lovell's Athletic                                                                        |
| 1966-1967                                                                                | Cardiff                                                                                  |
| 1967-1968                                                                                | Cardiff                                                                                  |
| 1968-1969                                                                                | Bridgend                                                                                 |
| 1969-1970                                                                                | Cardiff                                                                                  |
| 1970-1971                                                                                | Llanelli                                                                                 |
| 1971-1972                                                                                | Cardiff                                                                                  |
| 1972-1973                                                                                | Bridgend                                                                                 |
| 1973-1974                                                                                | Ton Pentre                                                                               |
| 1974-1975                                                                                | Newport County                                                                           |
| 1975-1976                                                                                | Swansea                                                                                  |
| 1976-1977                                                                                | Llanelli                                                                                 |
| 1977-1978                                                                                | Llanelli                                                                                 |
| 1978-1979                                                                                | Pontllanfraith                                                                           |
| 1979-1980                                                                                | Newport County                                                                           |
| 1980-1981                                                                                | Haverfordwest                                                                            |
| 1981-1982                                                                                | Ton Pentre                                                                               |
| 1982-1983                                                                                | Barry Town                                                                               |
| 1983-1984                                                                                | Barry Town                                                                               |
| 1984-1985                                                                                | Barry Town                                                                               |
| 1985-1986                                                                                | Barry Town                                                                               |
| 1986-1987                                                                                | Barry Town                                                                               |
| 1987-1988                                                                                | Ebbw Vale                                                                                |
| 1988-1989                                                                                | Barry Town                                                                               |
| 1989-1990                                                                                | Haverfordwest                                                                            |
| 1990-1991                                                                                | Abergavenny                                                                              |
| 1991-1992                                                                                | Abergavenny                                                                              |
| Welsh Premier League (Premier League do País de Gales)                                   |                                                                                          |
| 1992-1993                                                                                | Cwmbran Town                                                                             |
| 1993-1994                                                                                | Bangor City                                                                              |
| 1994-1995                                                                                | Bangor City                                                                              |
| 1995-1996                                                                                | Barry Town                                                                               |
| 1996-1997                                                                                | Barry Town                                                                               |
| 1997-1998                                                                                | Barry Town                                                                               |
| 1998-1999                                                                                | Barry                                                                                    |
| 1999-2000                                                                                | The New Saints                                                                           |
| 2000-2001                                                                                | Barry Town                                                                               |
| 2001-2002                                                                                | Barry Town                                                                               |
| 2002-2003                                                                                | Barry Town                                                                               |
| 2003-2004                                                                                | Rhyl                                                                                     |
| 2004-2005                                                                                | The New Saints                                                                           |
| 2005-2006                                                                                | The New Saints                                                                           |
| 2006-2007                                                                                | The New Saints                                                                           |
| 2007-2008                                                                                | Llanelli                                                                                 |
| 2008-2009                                                                                | Rhyl                                                                                     |
| 2009-2010                                                                                | The New Saints                                                                           |
| 2010-2011                                                                                | Bangor City                                                                              |
| 2011-2012                                                                                | The New Saints                                                                           |
| 2012-2013                                                                                | The New Saints                                                                           |
| 2013-2014                                                                                | The New Saints                                                                           |
| 2014-2015                                                                                | The New Saints                                                                           |
| 2015-2016                                                                                | The New Saints                                                                           |
| 2016-2017                                                                                | The New Saints                                                                           |
| 2017-2018                                                                                | The New Saints                                                                           |
| 2018-2019                                                                                | The New Saints                                                                           |
| 2019-2020                                                                                | Connah's Quay Nomads                                                                     |
| 2020-2021                                                                                | Connah's Quay Nomads                                                                     |
| 2021-2022                                                                                | The New Saints                                                                           |
| 2022-2023                                                                                | The New Saints                                                                           |
| 2023-2024                                                                                | The New Saints                                                                           |

## Títulos por clube
| Campeão              | Títulos | Anos |
| -------------------- | ------- | --- |
| The New Saints       | 26      | 1916, 1917, 1918, 1919, 1940, 1941, 1942, 1943, 1944, 1945, 2000, 2005, 2006, 2007, 2010, 2012, 2013, 2014, 2015, 2016, 2017, 2018, 2019, 2022, 2023 e 2024 |
| Barry Town           | 14      | 1927, 1983, 1984, 1985, 1986, 1987, 1989, 1996, 1997, 1998, 1999, 2001, 2002 e 2003                                                                         |
| Swansea              | 10      | 1913, 1934, 1935, 1936, 1951, 1962, 1963, 1964, 1965 e 1976                                                                                                 |
| Cardiff              | 8       | 1923, 1925, 1926, 1929, 1967, 1968, 1970 e 1972 |
| Llanelli             | 7       | 1914, 1930, 1933, 1971, 1977, 1978 e 2008 |
| Lovell's Athletic    | 7       | 1932, 1938, 1939, 1946, 1947, 1948 e 1966 |
| Ton Pentre           | 6       | 1908, 1915, 1958, 1961, 1974 e 1982 |
| Newport County       | 5       | 1928, 1937, 1954, 1975 e 1980 |
| Merthyr Tydfil       | 5       | 1911, 1931, 1949, 1950 e 1952 |
| Abergavenny          | 4       | 1959, 1960, 1991 e 1992 |
| Aberdare Athletic    | 4       | 1905, 1909, 1912 e 1921 |
| Bangor City          | 3       | 1994, 1995 e 2011 |
| Haverfordwest        | 3       | 1957, 1981 e 1990 |
| Connah's Quay Nomads | 2       | 2020 e 2021 |
| Rhyl                 | 2       | 2004 e 2009 |
| Ebbw Vale            | 2       | 1953 e 1988 |
| Bridgend             | 2       | 1969 e 1973 |
| Cwmbran Town         | 1       | 1993 |
| Rogerstone           | 1       | 1906 |
| Cwmaman              | 1       | 1907 |
| Treharris            | 1       | 1910 |
| Mid Rhondda          | 1       | 1920 |
| Porth                | 1       | 1922 |
| Pontypridd           | 1       | 1924 |
| Pembroke Borough     | 1       | 1956 |
| Pontllanfraith       | 1       | 1979 |